# Lewis Baker
Lewis Renard Baker, né le 25 avril 1995 à Luton, est un footballeur anglais qui évolue au poste de milieu de terrain à Stoke City.

## Biographie

### En club
Lewis Baker réalise l'intégralité de sa formation à Chelsea. Avec la catégorie des moins de 19 ans, il dispute l'UEFA Youth League lors de la saison 2014-2015. À cette occasion, il inscrit deux buts face au Milan AC lors des huitièmes de finale de la compétition. Le 5 janvier 2014, il fait ses débuts en professionnel pour Chelsea lors d'un match de Coupe de la Ligue contre Derby County.
Le 8 janvier 2015, il est prêté à Sheffield Wednesday, club de D2 anglaise, mais dès le 10 février 2015 il retourne à Chelsea. Le 25 février, il est de nouveau prêté, à Milton Keynes Dons, club de D3 anglaise. C'est avec cette équipe qu'il inscrit ses premiers buts avec les professionnels.
Le 26 juin 2015, il est prêté pour une saison au Vitesse Arnhem, en Eredivisie, où il rejoint d'autres jeunes joueurs de Chelsea, Dominic Solanke, Isaiah Brown, Nathan et Danilo Pantić. Avec cette équipe, il participe à la Ligue Europa. Il est prêté une seconde année au club.
Le 11 août 2017, il est prêté pour une saison à Middlesbrough. Il inscrit deux buts en quatorze matchs avec Boro.
Le 30 juin 2018, Baker est prêté pour une saison à Leeds United. Ce prêt est cependant raccourci par Chelsea, qui envoie Baker en prêt pour six mois au Reading FC en janvier 2019.
Le 24 juillet 2019, Chelsea prête Baker au Fortuna Düsseldorf pour une durée d'une saison avec option d'achat. Il retourne cependant à Chelsea en janvier 2020, après avoir pris part à neuf matchs avec le club allemand.
Le 18 septembre 2020, il est prêté à Trabzonspor.
Le 29 août 2024, il est prêté à Blackburn Rovers.

### International
Lewis Baker joue avec les sélections anglaises des moins de 17 ans, des moins de 19 ans puis des moins de 20 ans.
Avec les moins de 19 ans, il inscrit un doublé contre l'Écosse lors d'un match comptant pour les éliminatoires du championnat d'Europe 2014. Avec l'équipe des moins de 20 ans, il participe au Tournoi de Toulon 2015. Lors de cette compétition, il inscrit un but contre la Chine. En 2016, il remporte avec les Anglais le Tournoi de Toulon. Il terminera meilleur buteur de la compétition. 
Le 13 octobre 2015, Baker honore sa première sélection avec l'équipe d'Angleterre espoirs face au Kazakhstan (victoire 3-0).

## Statistiques
| Saison                | Club                       | Championnat           | Championnat | Championnat | Coupe nationale | Coupe nationale | Coupe de la Ligue | Coupe de la Ligue | Compétition(s) continentale(s) | Compétition(s) continentale(s) | Compétition(s) continentale(s) | Total | Total |
| Saison                | Club                       | Division              | M.          | B.          | M.              | B.              | M.                | B.                | Comp.                          | M.                             | B.                             | M.    | B.    |
| 2013-2014             | Chelsea FC                 | Premier League        | -           | -           | 1               | 0               | -                 | -                 | -                              | -                              | -                              | 1     | 0     |
| 2014-2015             | Sheffield Wednesday (prêt) | Championship          | 4           | 0           | -               | -               | -                 | -                 | -                              | -                              | -                              | 4     | 0     |
| 2014-2015             | Milton Keynes Dons (prêt)  | League One            | 12          | 4           | -               | -               | -                 | -                 | -                              | -                              | -                              | 12    | 4     |
| 2015-2016             | Vitesse Arnhem (prêt)      | Eredivisie            | 31          | 5           | 1               | 0               | -                 | -                 | C3                             | 2                              | 0                              | 34    | 5     |
| 2016-2017             | Vitesse Arnhem (prêt)      | Eredivisie            | 33          | 10          | 6               | 5               | -                 | -                 | -                              | -                              | -                              | 39    | 15    |
| 2017-2018             | Middlesbrough FC (prêt)    | Championship          | 12          | 1           | 2               | 1               | -                 | -                 | -                              | -                              | -                              | 14    | 2     |
| 2018-2019             | Leeds United FC (prêt)     | Championship          | 11          | 0           | 3               | 0               | -                 | -                 | -                              | -                              | -                              | 14    | 0     |
| 2018-2019             | Reading FC (prêt)          | Championship          | 19          | 1           | -               | -               | -                 | -                 | -                              | -                              | -                              | 19    | 1     |
| 2019-2020             | Fortuna Düsseldorf (prêt)  | Bundesliga            | 8           | 0           | 1               | 0               | -                 | -                 | -                              | -                              | -                              | 9     | 0     |
| 2020-2021             | Trabzonspor (prêt)         | Süper Lig             | 34          | 2           | 2               | 0               | -                 | -                 | -                              | -                              | -                              | 36    | 2     |
| 2021-2022             | Chelsea FC                 | Premier League        | -           | -           | 1               | 0               | -                 | -                 | -                              | -                              | -                              | 1     | 0     |
| Sous-total            | Sous-total                 | Sous-total            | 164         | 22          | 17              | 6               | 0                 | 0                 | -                              | 2                              | 0                              | 183   | 28    |
| 2021-2022             | Stoke City                 | Championship          | 21          | 8           | -               | -               | -                 | -                 | -                              | -                              | -                              | 21    | 8     |
| 2022-2023             | Stoke City                 | Championship          | 44          | 7           | 3               | 1               | 1                 | 0                 | -                              | -                              | -                              | 48    | 8     |
| 2023-2024             | Stoke City                 | Championship          | 5           | 1           | 1               | 1               | -                 | -                 | -                              | -                              | -                              | 6     | 2     |
| Sous-total            | Sous-total                 | Sous-total            | 70          | 16          | 4               | 2               | 1                 | 0                 | -                              | 0                              | 0                              | 75    | 18    |
| Total sur la carrière | Total sur la carrière      | Total sur la carrière | 234         | 38          | 21              | 8               | 1                 | 0                 | -                              | 2                              | 0                              | 258   | 46    |

## Palmarès

### En club
- Vitesse Arnhem
  - Vainqueur de la Coupe des Pays-Bas en 2017.

- Trabzonspor
  - Vainqueur de la Supercoupe de Turquie en 2020.

### En sélection
- Angleterre espoirs
  - Vainqueur du Tournoi de Toulon en 2016.